# 肖恩·卡林
肖恩·卡林（英語：Sean Carlin，1967年11月29日—），澳大利亚男子田径运动员。他曾代表澳大利亚参加1990年和1994年英联邦运动会田径比赛，获得二枚金牌。他也曾参加1992年和1996年夏季奥运会。